# Chipanga
Chipanga è una circoscrizione rurale (rural ward) della Tanzania situata nel distretto di Bahi, regione di Dodoma. Conta una popolazione di 13 440 abitanti (censimento 2022).